# George Dillon
El abad George F. Dillon (Dublín, 1836 – Roma, 29 de enero de 1893) fue un religioso y ensayista irlandés autor de libros y personaje del antimasonismo católico. 

## Biografía
Es conocido por sus conferencias de octubre de 1884 en Edimburgo que fueron reunidas en su libro: La guerra del anticristo con la Iglesia y la civilización cristiana donde denunció la unión de los Iluminados de Baviera y de la masonería, los enlaces entre Napoleón Bonaparte y la masonería y por otra parte la Carbonería y uno de sus jefes de la Alta Vendita escondido bajo el seudónimo de Nubius, los Fenianos, los políticos Lord Palmerston (Henry John Temple) y Mazzini.

## Obras

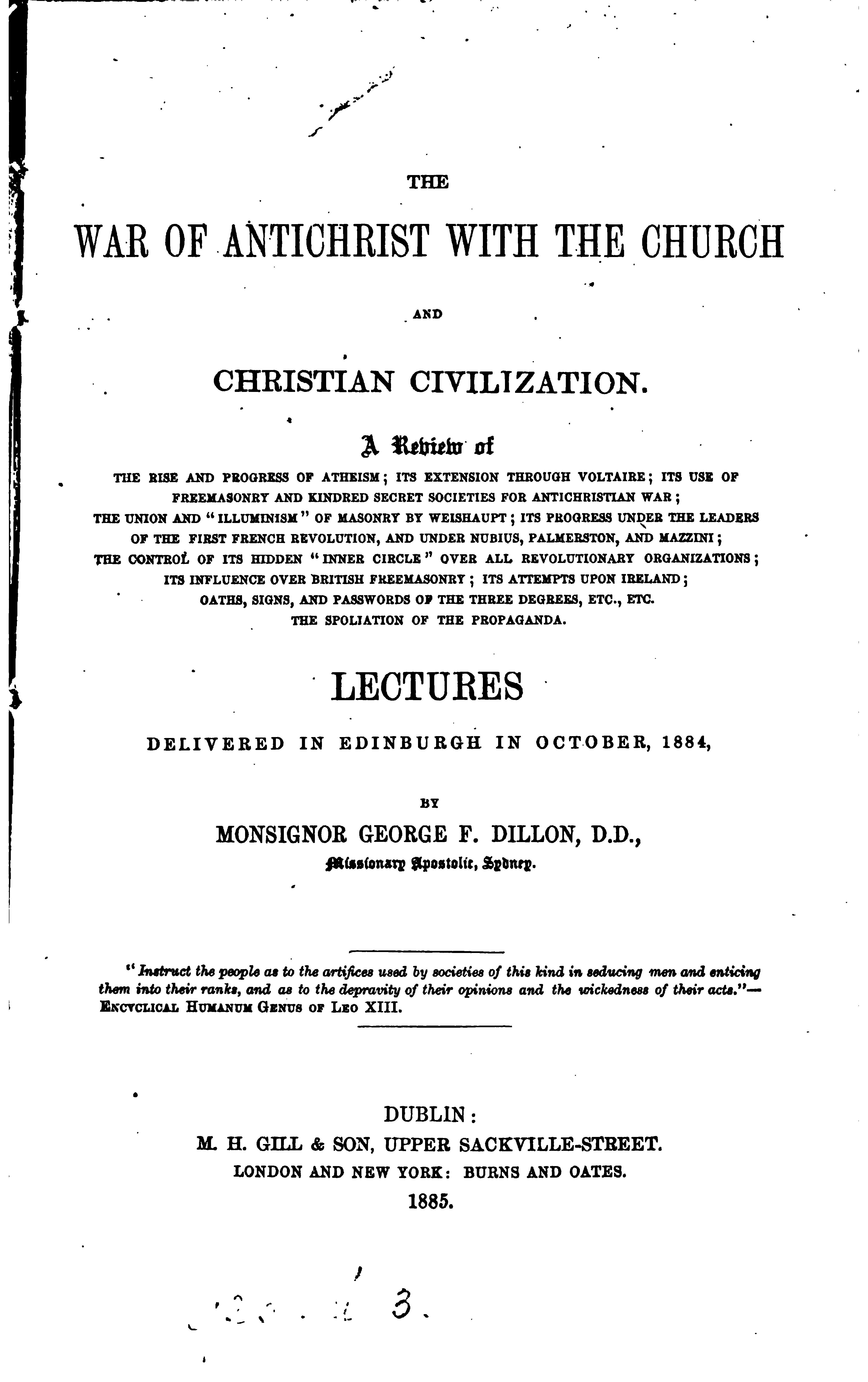
Cobertura del libro de George Dillon, La guerra del anticristo con la Iglesia y la civilización cristiana

- 1870 Ireland: what she has done for religion and civilization
- 1873 Sacred Heart of Jesus: a sermon preached at the solemn consecration of the Diocese of Maitland
- 1874 An Irish missionary in the Australian bush: his life, labours and death
- 1884 Virgin Mother of Good Counsel: A History of the Ancient Sanctuary of Our Lady of Good Counsel in Genazzano
- 1885 La guerra del anticristo con la Iglesia y la civilización cristiana, M. H. Gill & Son, London y New-York, 1885, (en inglés) E-Book: George Dillon, La guerra del anticristo con la Iglesia y la civilización cristiana